# COGCON
El COGCON ("Continuity Of Government readiness CONdition". "Condición de preparación para la continuidad del gobierno" traducido al español) es un sistema estadounidense similar a DEFCON para determinar las medidas para la protección del presidente de Estados Unidos en caso de emergencia.
Este sistema fue creado en 2007 por el entonces presidente George Bush en la página 50 del NSPD-51.

## Gobierno en la sombra
En caso de una catástrofe a nivel nacional el presidente o su sucesor puede establecer un "gobierno en la sombra" para mantener al Gobierno Federal en funcionamiento.

## Niveles de alerta
Consta de 4 niveles numerados del 4 (menor nivel de preparación) al 1 (estado de alerta máximo).
- COGCON 4: Situación normal.
- COGCON 3: Designación del sobreviviente designado. Se preparan instalaciones para mantener la seguridad del personal involucrado.
- COGCON 2: Despliegue de entre el 50% y 75% del Grupo de Emergencia de Recolocación y se preparan para actuar en caso de emergencia grave.[3]
- COGCON 1: Despliegue de todo el personal involucrado en el mantenimiento de la continuidad y sucesión del gobierno